# Empty Spaces
Empty Spaces ist ein Titel der britischen Rockband Pink Floyd aus dem 1979 veröffentlichten Konzeptalbum The Wall. Nach Bike auf ihrem Debütalbum The Piper at the Gates of Dawn ist Empty Spaces Pink Floyds zweites Lied mit einer Rückwärtsbotschaft.

## Inhalt
Wie alle anderen Lieder aus The Wall erzählt Empty Spaces einen Teil der Geschichte des Protagonisten Pink, der zu seinem Schutz vor emotionalen Einflüssen eine imaginäre Mauer errichtet.
Zu diesem Zeitpunkt ist Pink bereits erwachsen und verheiratet, aber durch seine Mauer haben Pink und seine Frau starke Probleme miteinander. Nun fragt Pink, wie er seine Mauer vervollständigen soll. Das düstere, maschinelle Lied geht plötzlich in den extrovertierten und machohaften Rocksong Young Lust über, was vielleicht die Diskrepanz zwischen dem Außen- und Innenleben Pinks symbolisiert, der zwar als Rockstar sehr erfolgreich, aber psychisch schwer krank ist.

## Musik
Empty Spaces wird im E-Moll gespielt und hat eine Länge von 2 Minuten und 10 Sekunden.
Das Lied beginnt mit einem vergleichsweise langem, instrumentalem Intro, bestehend aus Gitarren-Riffs und Drums. Während Waters seine Strophe singt, lassen sich Elemente aus dem Track What Shall We Do Now? heraushören, welcher zunächst auch für The Wall aufgenommen worden war, dann jedoch aus Platzgründen (die Laufzeit des Vinyl-Formats ist stark limitiert) herausgenommen werden musste. 

## Rückwärts-Botschaft
Kurz bevor der Gesangsteil beginnt, lässt sich eine versteckte Nachricht finden. Normal abgespielt, klingt diese unverständlich. Wenn man sie jedoch rückwärts abspielt, lässt sich folgendes heraushörenː
–Hello, Luka ... Congratulations. You have just discovered the secret message. Please send your answer to Old Pink, care of the Funny Farm, Chalfont...
–Roger! Carolyne's on the phone!
–Okay.

## Besetzung
- Roger Waters – E-Bass, Gesang
- David Gilmour – Gitarre
- Nick Mason – Schlagzeug
- Richard Wright – Piano

in Zusammenarbeit mit:
- James Guthrie – Synthesizer